# Elgaz
Przedsiębiorstwo Elgaz (również pisownia: EL-GAZ) – wielobranżowe przedsiębiorstwo założone w 1985 roku, należące do Janusza Leksztonia – na początku lat 90. wymienianego wśród najbogatszych Polaków. W ówczesnych czasach jedna z największych prywatnych firm w Polsce. Siedziba przedsiębiorstwa mieściła się w Gdyni Chyloni przy ul. Północnej 9A.

## Zakres działania
Początkowo firma działała jako niewielki zakład rzemieślniczy, zajmujący się produkcją kotłów gazowych. W niedługim czasie zamieniona została w wielobranżowe przedsiębiorstwo, w którego skład wchodziły min.:
- zakład produkujący kotły gazowe,
- pierwszy w Polsce zakład produkujący okna z PCW,
- odlewnia ciśnieniowa,
- Prywatna Telewizja Elgaz (PTE) – realizująca programy telewizyjne i opracowująca polskie wersje filmów,
- Agencja Reklamowa Elgaz – „ARE” – wykonująca filmy i zdjęcia reklamowe,
- Studio Video „ARE” – zajmujące się kopiowaniem oraz dystrybucją filmów na kasetach wideo,
- biuro turystyczne,
- prywatne linie lotnicze PLLE,
- własny terminal VIP na lotnisku w Gdańsku Rębiechowie, istniejący do dzisiaj[potrzebny przypis]
- 49% udziałów w firmie Nissan Poland – dealerze samochodów Nissan,
- sieć punktów sprzedaży serwisowych i handlowych na terenie całego kraju.

## Dystrybucja VHS

### Filmy fabularne
- Atak komandosów (Elgaz)[2]
- Czarny orzeł (Elgaz)[3]
- Django strzela pierwszy (Elgaz)[4]
- Gang Tuff (Elgaz)[5]
- Herkules w Nowym Jorku (Elgaz)[6]
- Kwiaty na poddaszu (Elgaz)[7]
- Lwie serce (Elgaz)[8]
- Łańcuchy (Elgaz)[9]
- Niszczyciele (Elgaz)[10]
- Miasto żab (Elgaz)[11]
- Ponaddźwiękowy Supermen (Elgaz)[12]
- Poszukiwany żywy lub martwy (Elgaz)[13]
- Strefa Oriona (Elgaz)[14]
- Szachownica (Elgaz)[15]
- Taniec ciała (Elgaz)[16]
- Ten wspaniały Argoman (Elgaz)[17]
- Trasa (Elgaz)[18]
- Żegnaj, gringo (Elgaz)[19]

### Filmy animowane
- Kapitan Kosmosu (ARE Studio Video w Gdyni)[20]
- Książę grzmotów (ARE Studio Video w Gdyni)[21]
- Słoneczna przygoda (ARE Studio Video w Gdyni)[22]
- Wybawca Ziemi (ARE Studio Video w Gdyni)[23]
- Zdobywca Kosmosu (ARE Studio Video w Gdyni)[24]

### Seriale animowane
- Człowiek-Pająk i jego niezwykli przyjaciele (ARE Studio Video w Gdyni)[25]
- Kissyfur (Opracowanie dźwiękowe: Prywatna Telewizja Elgaz w Gdyni)[26]
- Mali czarodzieje (ARE Studio Video w Gdyni)[27]

## Postępowanie upadłościowe
Zakończenie działalności przedsiębiorstwa nastąpiło we wrześniu 1992 roku – sąd gospodarczy w Gdańsku ogłosił upadłość spółki. Postępowanie upadłościowe trwało jednak ponad dwie dekady. Syndyk masy upadłościowej przystąpił do podziału ostatniej puli spieniężonego majątku spółki dopiero w 2013 roku, a ostatecznie postępowanie zakończono 15 grudnia 2014 roku.
Mimo że w sprawie firmy sąd wydał prawomocne postanowienie o ukończeniu postępowania upadłościowego opublikowane w Monitorze Sądowym, firma nadal istnieje. Od 15 grudnia 2014 roku przedsiębiorstwo jest zarządzane przez jego założyciela i właściciela, który dalej je prowadzi.